# Menelik adebabay
Cette page contient des caractères éthiopiques. En cas de problème, consultez Aide:Unicode ou testez votre navigateur.
Menelik adebabay (amharique: ምኒልክ አደባባይ, en anglais : Menelik II Square, en français : « Place Menelik ») est une place située à Addis-Abeba, nommée d'après le souverain Menelik II (1844-1913).

## Situation
Située au cœur de la capitale éthiopienne, la place est bordée, au sud-ouest, par l'Hôtel de Ville d'Addis Abeba (en), au nord-ouest, par la cathédrale Saint-Georges et, au sud-est, par le quartier commerçant de Piazza. Au centre de la place se trouve une statue du Negusse Negest Menelik II, inaugurée par le futur Haïlé Sélassié Ier à la veille de son couronnement.
La station du métro léger Menelik II Square qui dessert la place est souterraine. Inaugurée en septembre 2015, elle se trouve au terminus septentrional de la ligne Nord-Sud qui mène jusqu'à Kaliti, commune de banlieue située à 16 km de distance.